# Aragona
Aragona ist eine italienische Gemeinde im Freien Gemeindekonsortium Agrigent in der Autonomen Region Sizilien.

## Lage und Daten
Aragona liegt 16 km nördlich von Agrigent im Tal des Flusses Platani. Die Stadt hat 8682 Einwohner (Stand 31. Dezember 2023), die hauptsächlich in der Landwirtschaft (Getreide- und Obstanbau) arbeiten.
Die Nachbargemeinden sind Agrigent, Campofranco (CL), Casteltermini, Comitini, Favara, Grotte, Joppolo Giancaxio, Sant’Angelo Muxaro und Santa Elisabetta.

## Geschichte
Aragona wurde 1606 von Baldassare III. Naselli gegründet. Der Name wurde zu Ehren der Mutter Beatrice Aragona Branciforte gewählt. 1615 wurde an die Familie Naselli der Titel Fürsten von Aragona vergeben.

## Sehenswürdigkeiten

### Im Ort
- Fürstenpalast an der Piazza Umberto I. aus dem 17. Jahrhundert. Hier war einst das Rathaus untergebracht, das jetzt in der Via Roma, der zentralen Straße Aragonas, zu finden ist.
- Rosario Kirche an der Piazza Umberto I.
- Pfarrkirche Nostra Signora dei Tre Re

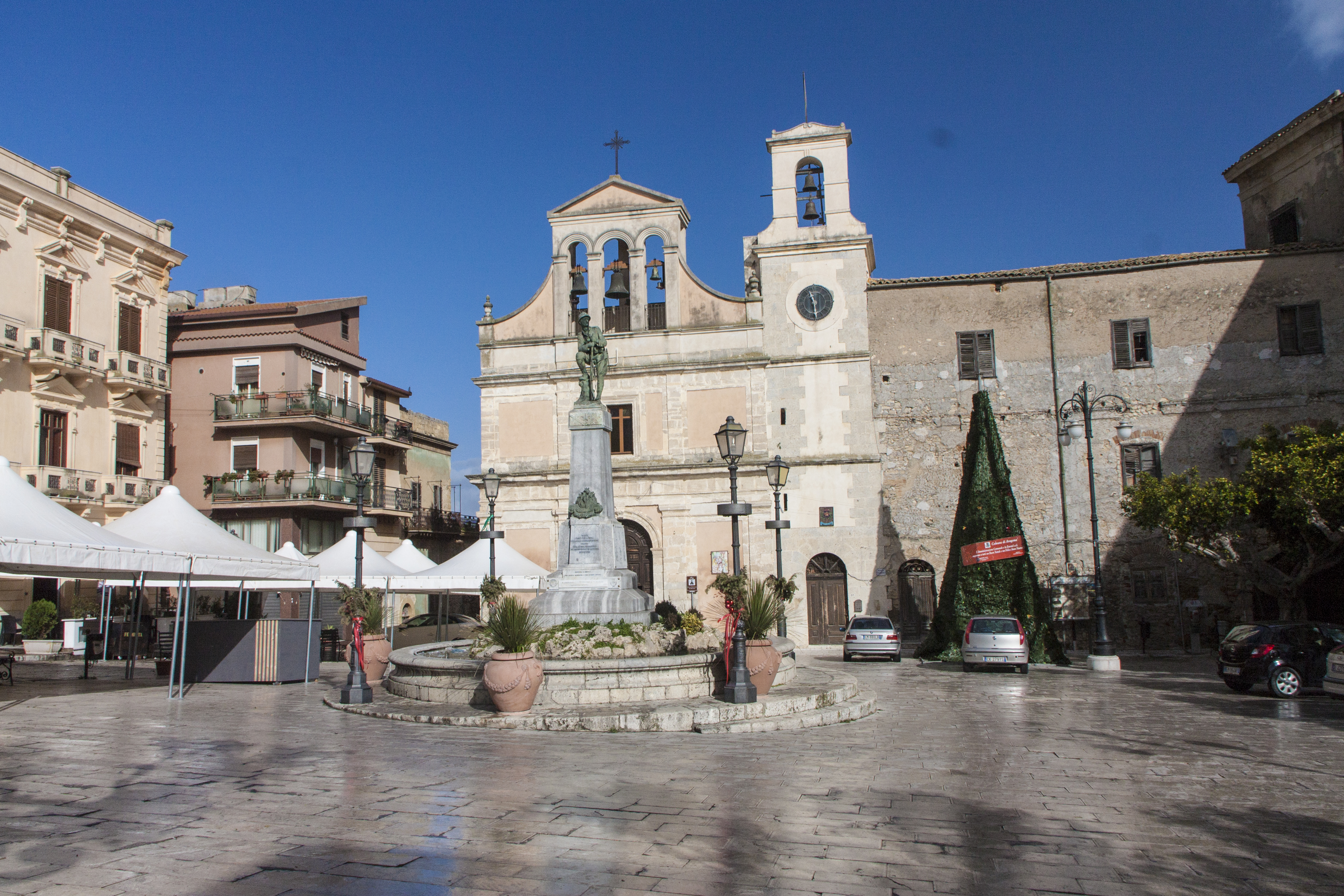
Piazza Umberto I
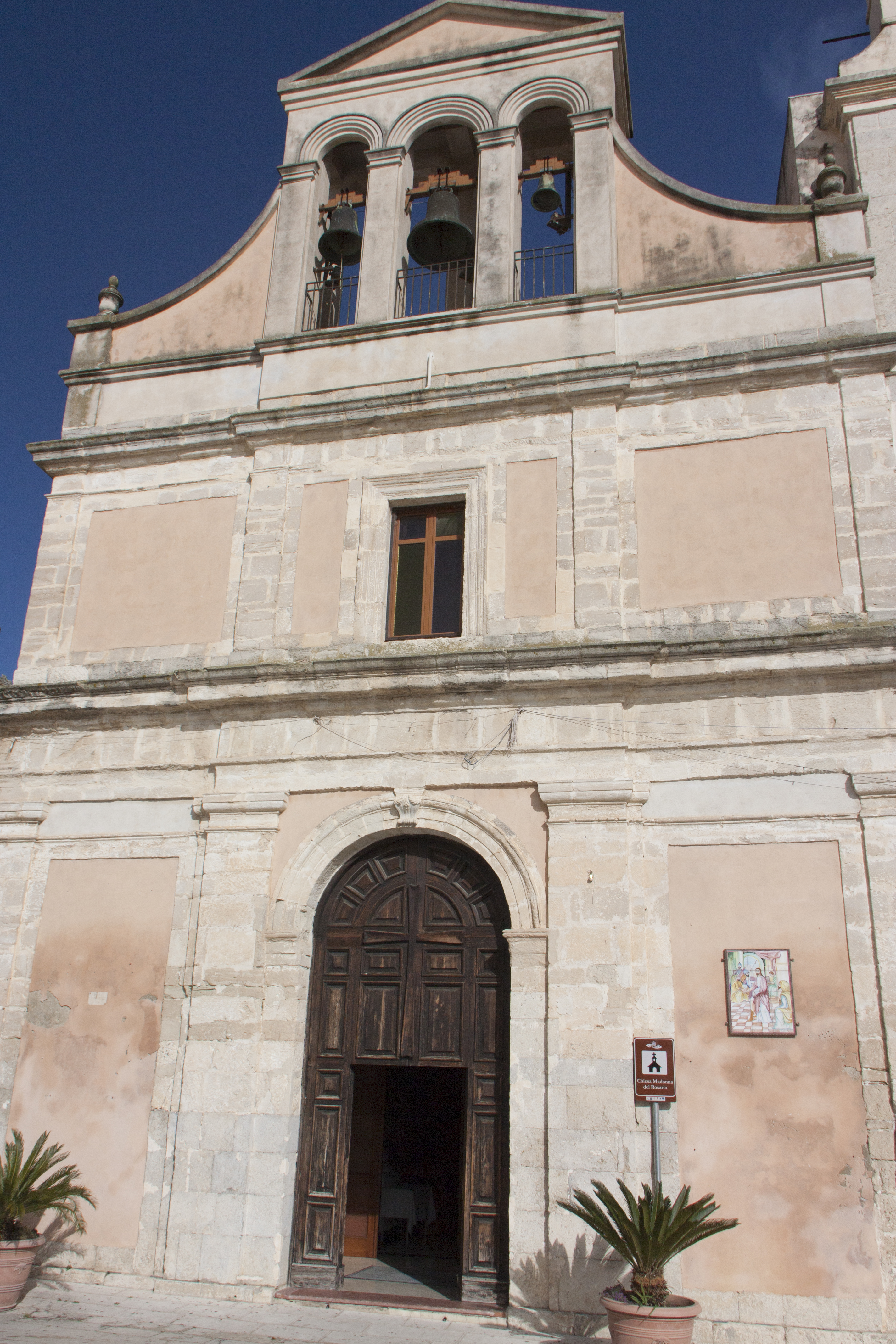
Madonna del Rosario
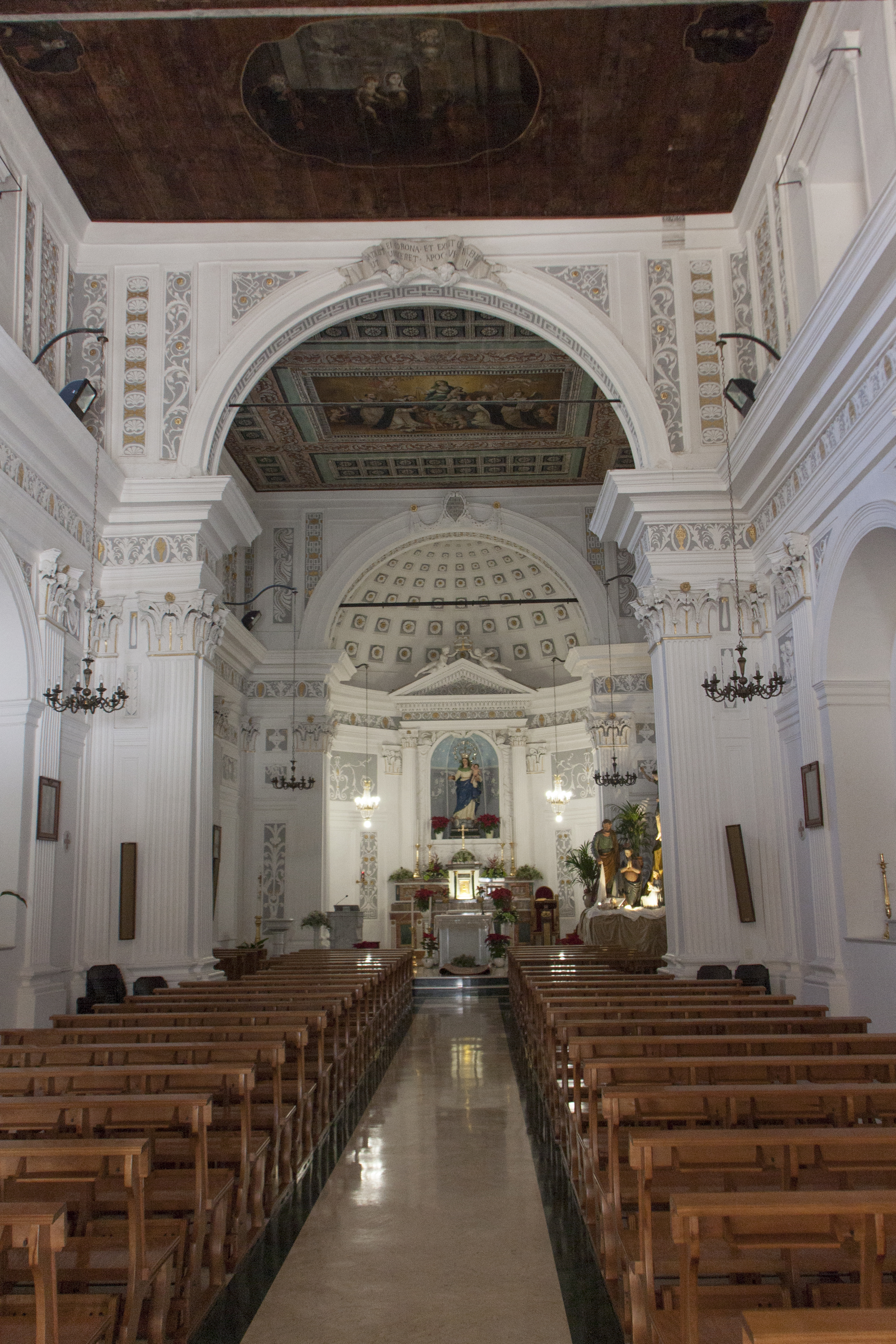
Madonna del Rosario
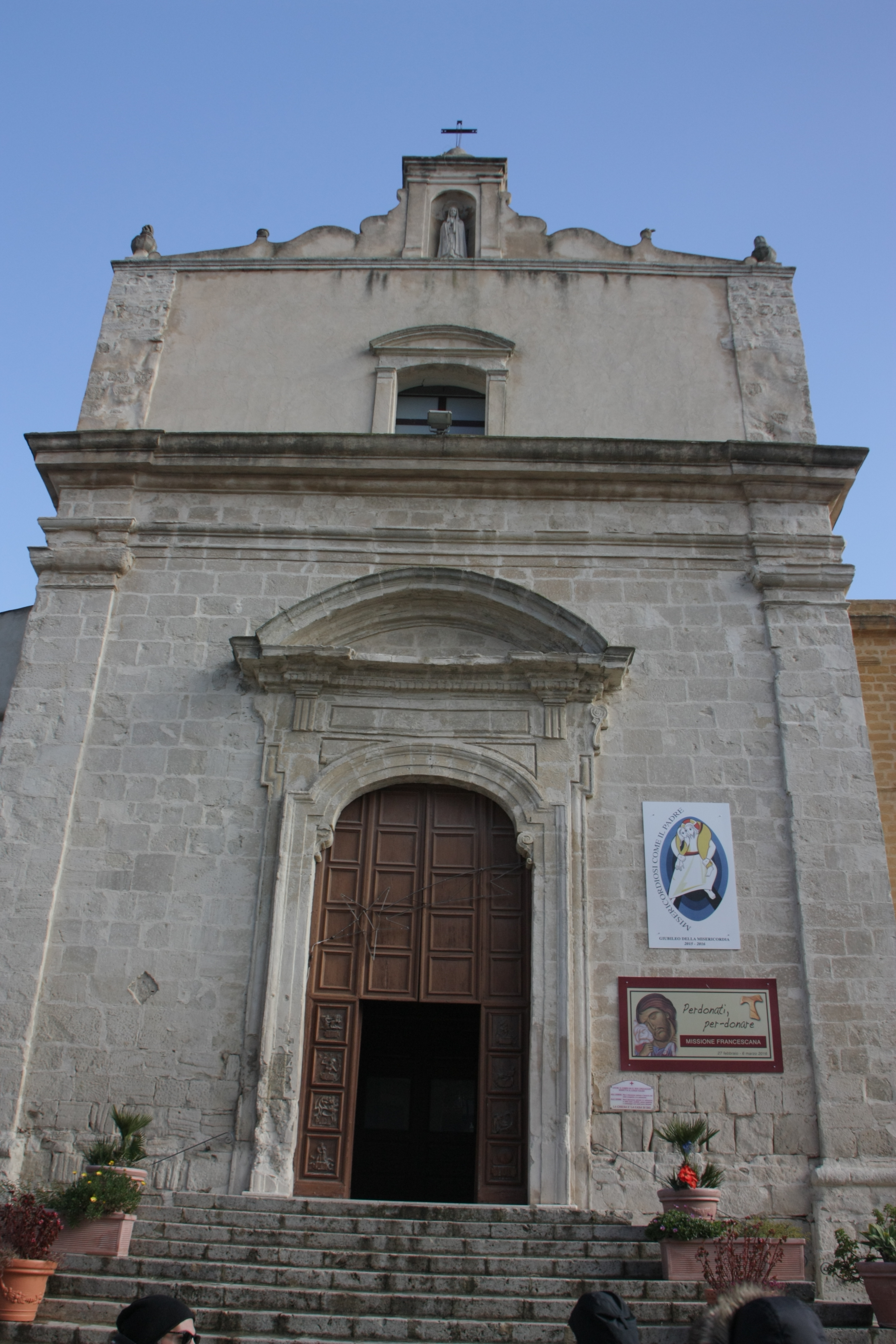
Chiesa Madre
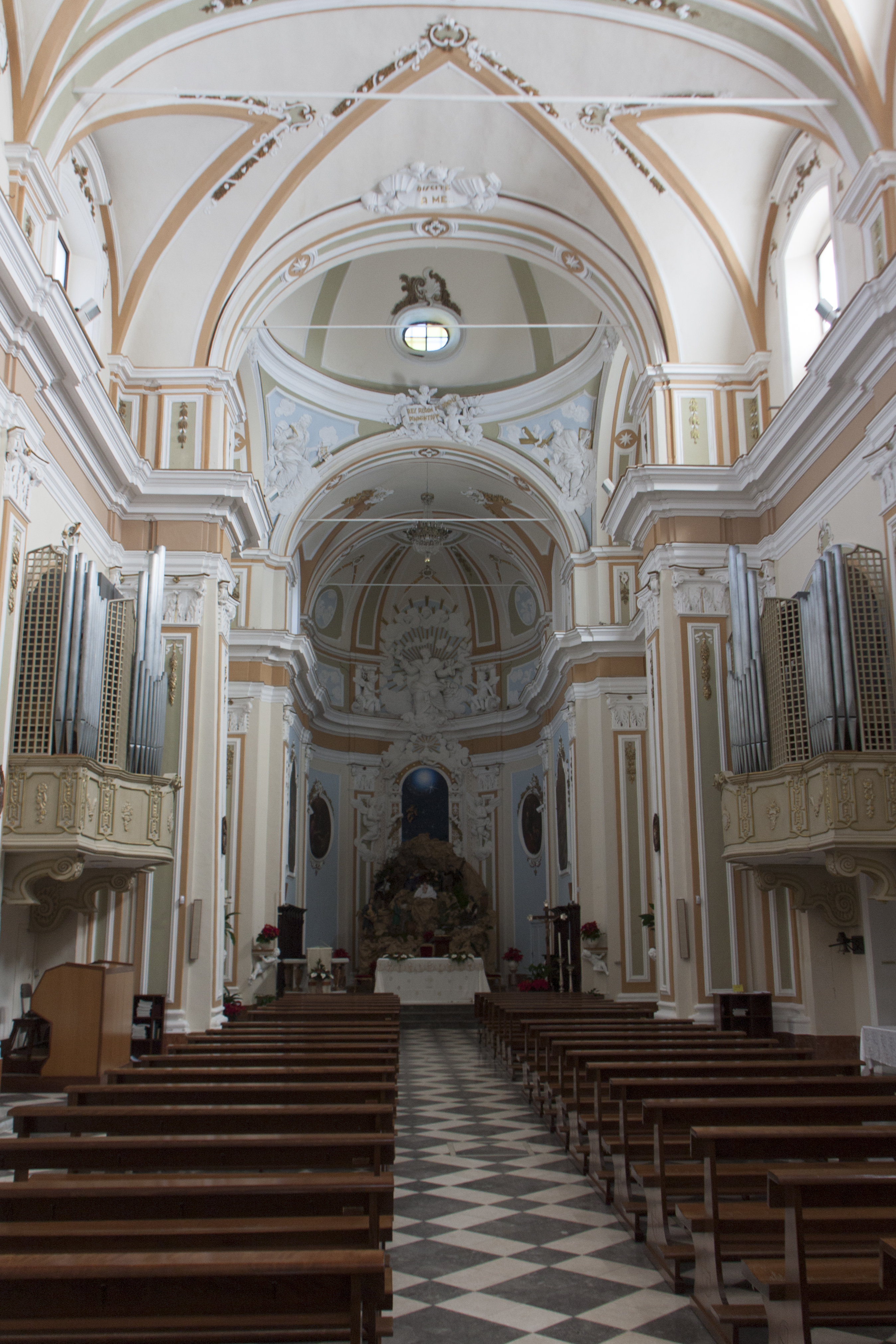
Chiesa Madre
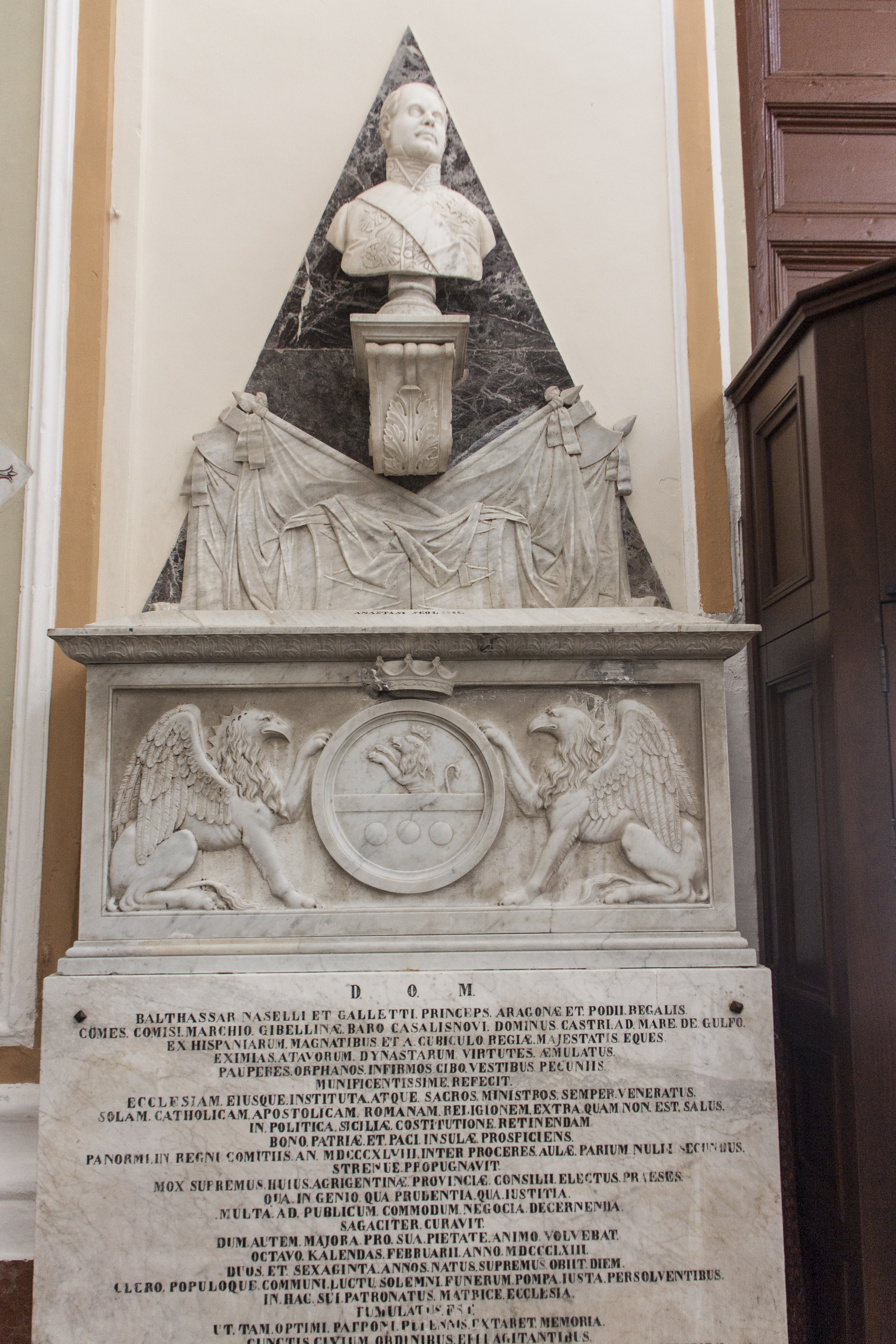
Kenotaph für Baldassare VII. Naselli (1801–1863)

### Außerhalb des Ortes
- In der Nähe von Aragona liegt der Ort Fontanazza. Hier wurden die Überreste einer römischen Villa gefunden.

### Riserva naturale integrale Macalube di Aragona

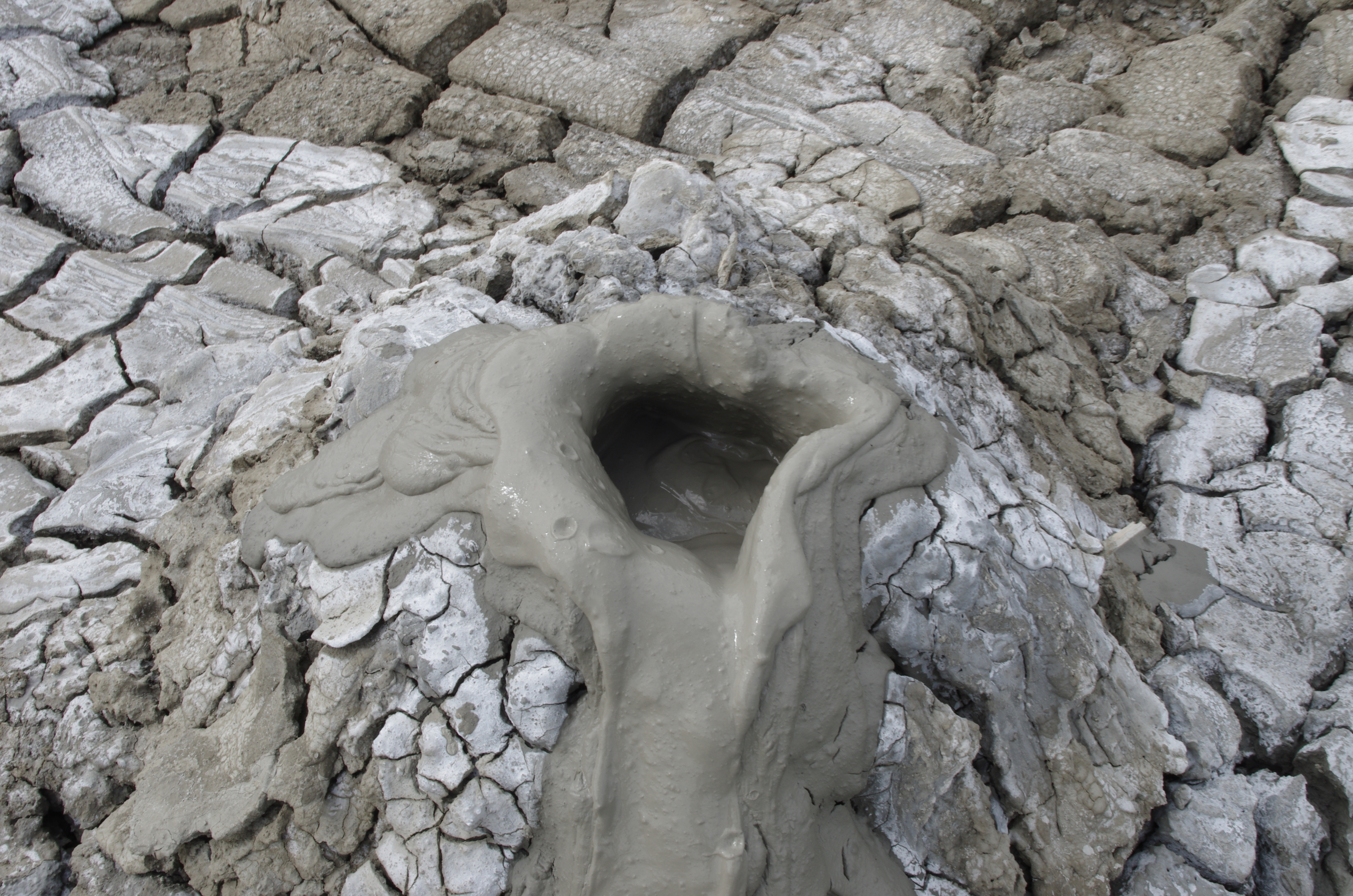
Macalube

- Maccalube sind kleine Schlammvulkane, aus denen Methan und Schwefelgas entweicht. Nach Todesfällen im Jahr 2015 ist das Gebiet der Schlammvulkane für die Öffentlichkeit gesperrt.